# Entscheidungstheoretischer Ansatz
Der entscheidungstheoretische Ansatz nach Edmund Heinen ist ein Konzept der Betriebswirtschaftslehre aus dem Jahr 1968. Das Ziel dieses Ansatzes ist es, Ziele, Systematiken, Erklärungsmöglichkeiten und Gestaltungshinweise für Realphänomene in der Betriebswirtschaft zu untersuchen und zu entwickeln.

## Herkunft
Er basiert auf den Erkenntnissen Heinrich Nicklischs (1876–1946) und dem faktortheoretischen Ansatz Erich Gutenbergs (1897–1984), stellt aber betriebliche Entscheidungsprozesse in den Mittelpunkt und ist der Mathematischen Schule zuzurechnen.

## Teilschritte
Die Teilschritte der Entscheidungsfindung gliedern sich dabei in Zielforschung, Systematisierung, Erklärung und Gestaltung:
Im Teilschritt der Zielforschung wird untersucht, wie sich die einzelnen Ziele eines komplexen Zielsystems zueinander verhalten. Die Systematisierung versucht, die Untersuchungsobjekte gedanklich zu erfassen und sinnvoll zu gliedern. Dabei wurde insbesondere in den Anfängen der Anwendung dieses Ansatzes auf die Funktionenlehre zurückgegriffen. Der Schritt der Erklärung hat zum Ziel, Erklärungsmodelle zu entwickeln, anhand derer die Wirkungsbeziehungen untereinander beschrieben werden sollen (z. B. Preis-Absatz-Funktion). Im letzten Teilschritt, der Gestaltung, werden die Erklärungsmodelle angewendet bzw. ggf. neue entwickelt, um schließlich die optimalen Handlungsoptionen zu ermitteln.